# Giovanni Arrighi
Giovanni Arrighi (Milano, 7 luglio 1937 – Baltimora, 18 giugno 2009) è stato un economista e sociologo italiano che si è occupato di economia politica. È stato docente di sociologia alla Johns Hopkins University di Baltimora, dove ha diretto per diversi anni il dipartimento di sociologia. I suoi lavori sono stati tradotti in più di quindici lingue.

## Biografia
Giovanni Arrighi si laureò in economia all'università Bocconi di Milano nel 1960. Dopo alcuni anni di insegnamento in Italia, nel 1963 si recò in Africa, dove insegnò prima all'Università della Rodesia (odierno Zimbabwe) ed in seguito all'università di Dar es Salaam. In quegli anni condusse una serie di ricerche sullo sviluppo dell'Africa, indagando in particolar modo su come l'offerta di lavoro e la resistenza dei lavoratori abbiano influenzato lo sviluppo del colonialismo e dei movimenti nazionali di liberazione. Sempre in Africa venne in contatto con Immanuel Wallerstein, con il quale collaborò su diversi progetti di ricerca. Tornato in Italia nel 1969, Giovanni Arrighi nel 1971 creò, assieme ad altri, il Gruppo Gramsci.
Successivamente si trasferì in Calabria e qui vi insegnò per sette anni presso l'Università della Calabria.
Nel 1979 Giovanni Arrighi raggiunse Immanuel Wallerstein e Terence Hopkins come professore di sociologia al Centro Fernand Braudel per lo studio delle economie, dei sistemi storici e delle civiltà alla State University of New York di Binghamton; in quegli anni il Centro Fernand Braudel era conosciuto come il centro principale di analisi dei sistemi mondiali e attirava studiosi da ogni parte del mondo. Gli scritti di Giovanni Arrighi ammontano a 8 monografie, 7 miscellanee e circa 90 articoli pubblicati su riviste.

## Opere
- Sviluppo economico e sovrastrutture in Africa, Einaudi, Torino, 1969;
- Geometria dell'imperialismo: i limiti del paradigma hobsoniano, Feltrinelli, Milano, 1978;
- Imperialismo e sistema capitalistico mondiale (a cura di), Liguori, Napoli, 1979;
- Capitalist Development in Hostile Environments: Feuds, Class Struggles, and Migrations in a Peripheral Region of Southern Italy (con Fortunata Piselli), Review, Vol. 10, No. 4 (Spring, 1987), pp. 649-751 [Trad. Il capitalismo in un contesto ostile. Faide, lotta di classe, migrazioni nella Calabria tra Otto e Novecento, Donzelli, 2017];
- I movimenti anti-sistemici (con Terence Hopkins e Immanuel Wallerstein), Manifestolibri, Roma, 1989;
- Il lungo XX secolo: denaro, potere e le origini del nostro tempo, Il Saggiatore, Milano, 1996; (nuova ed. 2014);
- I cicli sistemici di accumulazione: le trasformazioni egemoniche dell’economia-mondo capitalistica, Rubbettino, Soveria Mannelli (Catanzaro), 1999;
- Caos e governo del mondo: come cambiano le egemonie e gli equilibri planetari (con Beverly J. Silver et al.), Bruno Mondadori, Milano, 2003 (ristampa Mimesis 2024);
- Adam Smith a Pechino: genealogie del ventunesimo secolo, Feltrinelli, Milano, 2008 (ristampa Mimesis 2021)
- Postfazione a Il lungo XX secolo (2009) (archiviato dall'url originale il 3 maggio 2010), Storicamente, 6, 2010 (ora ne Il lungo XX secolo: denaro, potere e le origini del nostro tempo, Il Saggiatore, Milano, 2014);
- Capitalismo e (dis)ordine mondiale, Manifestolibri, 2010
- Una nuova crisi generale. Marx, il marxismo e il passaggio al Lungo XX secolo, Asterios, 2020